# Und der Wind wird ewig singen (album)
Albums de Mireille Mathieu
mm
(1973) Wünsch Dir was - Eine musikalische Weltreise mit Mireille Mathieu
(1975)
Singles
1. Wenn es die Liebe will
Sortie : 1974
2. Und der Wind wird ewig singen
Sortie : 1977

Und der Wind wird ewig singen est le septième album studio germanophone de la chanteuse française Mireille Mathieu sorti en Allemagne en 1974 chez Ariola. L'album est essentiellement composé par Christian Bruhn et écrit par Georg Buschor et Michael Kunze.

## Autour de l'album
Pour ce nouvel album, réservé exclusivement au marché allemand, Mireille Mathieu fit appel à deux hommes qui lui firent de nombreux succès en Allemagne, Christian Bruhn et Georg Buschor. Un seul titre ne sera pas écrit par Georg Buschor, Das Riesenrad, qui sera écrit par Michael Kunze.

## Chansons de l'album
| 1.            | Und der Wind wird ewig singen | Christian Bruhn, Georg Buschor | 4:14 |
| 2.            | Merci, Antonio                | Christian Bruhn, Georg Buschor |      |
| 3.            | Das Riesenrad                 | Christian Bruhn, Michael Kunze | 4:07 |
| 4.            | Winter in Canada              | Christian Bruhn, Georg Buschor | 3:53 |
| 5.            | Männer ohne Namen             | Christian Bruhn, Georg Buschor | 3:23 |
| 6.            | Der Traurige Tango            | Christian Bruhn, Georg Buschor | 3:02 |
| 7.            | Wenn es die Liebe will        | Christian Bruhn, Georg Buschor | 3:05 |
| 8.            | Hongkong                      | Christian Bruhn, Georg Buschor | 3:32 |
| 9.            | Fragen, Fragen                | Christian Bruhn, Georg Buschor | 2:55 |
| 10.           | Andalucia                     | Christian Bruhn, Georg Buschor | 3:52 |
| 11.           | Auf Wiedersehen heißt nie ade | Christian Bruhn, Georg Buschor | 2:57 |
| 38 minutes 10 |                               |                                |      |